# Alessandro Gassmann
Alessandro Gassmann, nato Gassman (Roma, 24 febbraio 1965), è un attore e regista italiano.

## Biografia
Nasce a Roma il 24 febbraio 1965 dalla relazione fra l'attore e regista Vittorio Gassman e l'attrice francese Juliette Mayniel, che si lasciano quando ha 3 anni. Debutta a 17 anni nel film autobiografico Di padre in figlio, scritto, diretto e interpretato con il padre Vittorio, con il quale poi studia recitazione presso la Bottega Teatrale di Firenze. Nel 1984 interpreta a teatro Affabulazione di Pier Paolo Pasolini. Nel 1992 affianca Monica Bellucci nel film Ostinato destino. Nel 1996, oltre a partecipare al film Mi fai un favore, inizia un sodalizio artistico con Gianmarco Tognazzi, inevitabilmente accostato a quello fra i rispettivi padri, che li ha visti recitare assieme nei film Uomini senza donne, Facciamo fiesta, Lovest, I miei più cari amici, Teste di cocco, Ex e Natale a Beverly Hills, nella versione teatrale di A qualcuno piace caldo e doppiare il cartone animato La strada per El Dorado.

Alessandro Gassman con il padre Vittorio alla Bottega Teatrale di Firenze nel 1983

Nel 1997 recita nel film Il bagno turco di Ferzan Özpetek, che riscuote un ottimo successo. La sua interpretazione gli vale molti riconoscimenti. Viene scelto da Yves Saint Laurent come testimonial per la campagna pubblicitaria del profumo Opium e posa nudo per il calendario sexy 2001 della rivista Max; diviene inoltre testimonial per Lancia, della Musa, e presta la sua faccia per lo scotch Glen Grant. Successivamente partecipa a fiction TV come Piccolo mondo antico, Le stagioni del cuore, La guerra è finita e La sacra famiglia, partecipa negli Stati Uniti d'America al film d'azione Transporter: Extreme nel ruolo del terrorista Gianni Chellini e poi in Italia al film drammatico Non prendere impegni stasera.

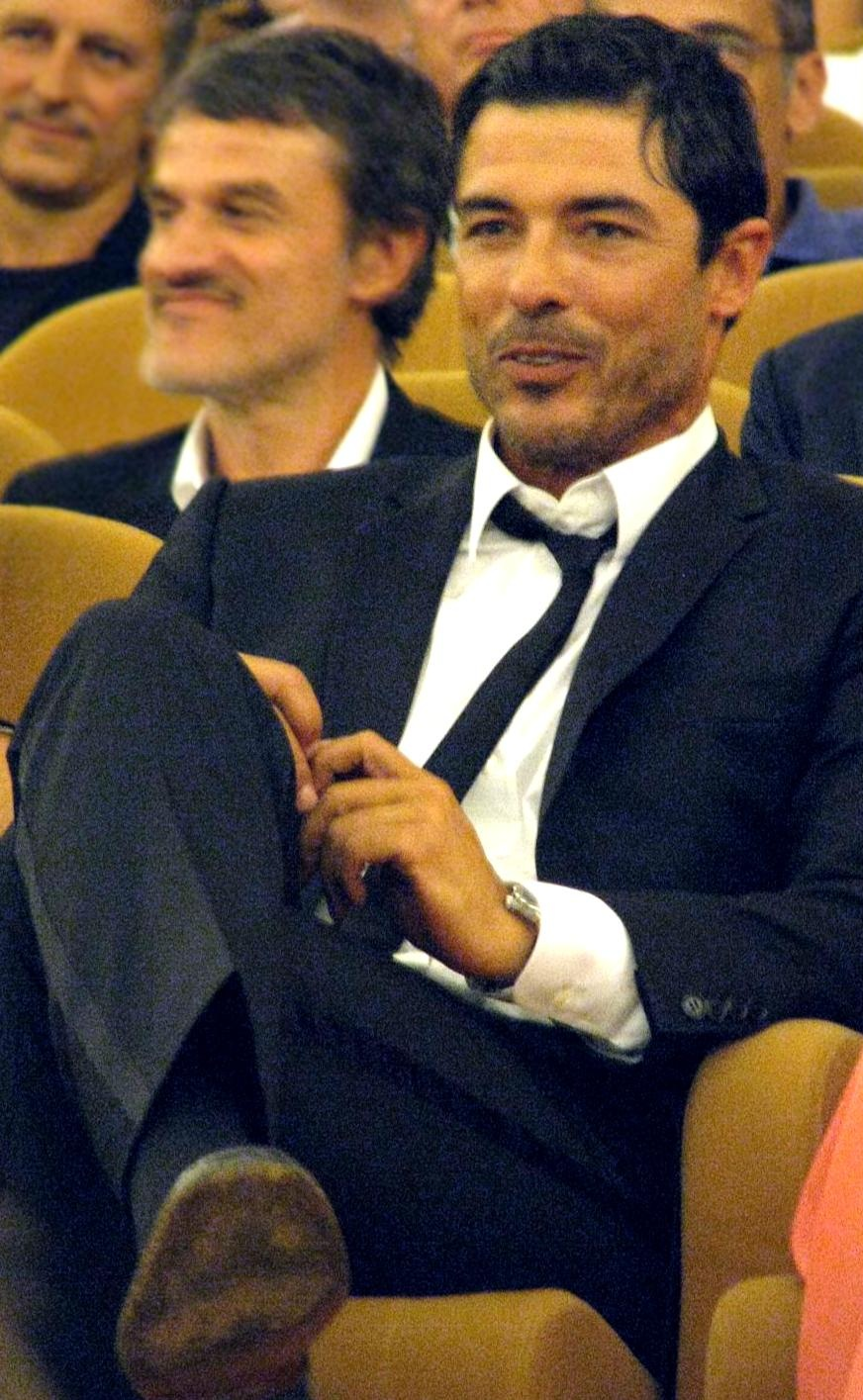
Alessandro Gassmann alla 65ª Mostra internazionale d'arte cinematografica di Venezia (2008)

È del 2008 la sua partecipazione al film Caos calmo dove, per la parte del fratello del protagonista interpretato da Nanni Moretti, vince il David di Donatello per il miglior attore non protagonista, il Ciak d'oro, il Nastro d'argento e il Globo d'oro della stampa estera. Nello stesso anno partecipa al film Il seme della discordia e adatta per il teatro il dramma La parola ai giurati, scritto da Reginald Rose nel 1954 e già oggetto di un film di Sidney Lumet del 1957: lo spettacolo viene riproposto anche nel 2009, anno in cui è nuovamente protagonista sul grande schermo di 4 padri single di Paolo Monico, Ex di Fausto Brizzi e Il compleanno di Marco Filiberti e sul piccolo di Pinocchio di Alberto Sironi.
Dal 2010 al 2014 è stato il direttore del Teatro stabile del Veneto Carlo Goldoni; nello stesso anno, insieme a Giancarlo Scarchilli, ha realizzato un documentario sul padre Vittorio a dieci anni dalla scomparsa, Vittorio racconta Gassman, presentato in apertura della Mostra del Cinema di Venezia. Nel 2012 sostituisce Luca Argentero per cinque puntate alla conduzione del programma Le iene. Sempre dal 2012 stabilisce un sodalizio artistico con Massimiliano Bruno per il quale interpreta i film: Viva l'Italia (2012), Gli ultimi saranno ultimi (2015), Beata ignoranza (2017), Non ci resta che il crimine (2019) e il suo seguito Ritorno al crimine (2021), e inoltre, ancora dal 2012, affianca Stefania Sandrelli nella serie televisiva Una grande famiglia. Nel 2013 al Bif&st, a Bari, riceve il premio Francesco Laudadio per la miglior opera prima e seconda per il film Razzabastarda.
Nel 2017 dirige il film Il premio, di cui è anche interprete assieme a Gigi Proietti. Nel 2021 viene presentato al Festival del cinema di Venezia il suo nuovo film Il silenzio grande, con Massimiliano Gallo e Margherita Buy, tratto dal suo spettacolo teatrale del 2019; nello stesso anno è membro della giuria al 39⁰ Torino Film Festival, e affianca Isabella Ragonese in Mio fratello rincorre i dinosauri. Inizia il 2022 tornando a teatro con Il silenzio grande e Racconti disumani, spettacolo con protagonista Giorgio Pasotti, e pubblicando Io e i #GreenHeroes, un diario di impegno civico scritto con Roberto Bragalone i cui proventi verranno utilizzati per piantare alberi.
É testimonial di Unipol.

## Vita privata
È sposato dal 7 giugno 1998 con l'attrice Sabrina Knaflitz, con la quale ha avuto il loro unico figlio, Leo, nato il 22 novembre dello stesso anno, cantautore e attore. 
Nato con il cognome Gassman, ha cambiato all'anagrafe il suo cognome con l'aggiunta di una "n" finale, ripristinando il vecchio nome di famiglia che era stato modificato durante il regime fascista.
Ateo, preferisce definirsi "non credente".

## Filmografia

### Attore

#### Cinema

Alessandro Gassmann con Paolo Genovese, Gianni Profita, Luca Miniero e Silvio Orlando nel 2008

- Di padre in figlio, regia di Alessandro e Vittorio Gassman (1982)
- Windsurf - Il vento nelle mani, regia di Claudio Risi (1984) (come Alessandro Bellacanzone)
- La monaca di Monza, regia di Luciano Odorisio (1987)
- I soliti ignoti vent'anni dopo, regia di Amanzio Todini (1987)
- Quando eravamo repressi, regia di Pino Quartullo (1992)
- Ostinato destino, regia di Gianfranco Albano (1992)
- Uova d'oro (Huevos de oro), regia di Bigas Luna (1993)
- Un mese al lago (A Month by the Lake), regia di John Irvin (1995)
- Uomini senza donne, regia di Angelo Longoni (1996)
- Mi fai un favore, regia di Giancarlo Scarchilli (1996)
- Facciamo fiesta, regia di Angelo Longoni (1997)
- Lovest, regia di Giulio Base (1997)
- Il bagno turco (Hamam), regia di Ferzan Özpetek (1997)
- I miei più cari amici, regia di Alessandro Benvenuti (1998)
- Toni, regia di Philomène Esposito (1999)
- La bomba, regia di Giulio Base (1999)
- Teste di cocco, regia di Ugo Fabrizio Giordani (2000)
- I banchieri di Dio - Il caso Calvi, regia di Giuseppe Ferrara (2002)
- Guardiani delle nuvole, regia di Luciano Odorisio (2004)
- La separazione, regia di Mariano Provenzano (2005)
- Transporter: Extreme (Transporter 2), regia di Louis Leterrier (2005)
- Non prendere impegni stasera, regia di Gianluca Maria Tavarelli (2006)
- Caos calmo, regia di Antonello Grimaldi (2008)
- Il seme della discordia, regia di Pappi Corsicato (2008)
- 4 padri single, regia di Paolo Monico (2009)
- Ex, regia di Fausto Brizzi (2009)
- Il compleanno, regia di Marco Filiberti (2009)
- Natale a Beverly Hills, regia di Neri Parenti (2009)
- Basilicata coast to coast, regia di Rocco Papaleo (2010)
- Il padre e lo straniero, regia di Ricky Tognazzi (2010)
- La donna della mia vita, regia di Luca Lucini (2010)
- American Snow, regia di Romeo Antonio (2011)
- Baciato dalla fortuna, regia di Paolo Costella (2011)
- Ex - Amici come prima!, regia di Carlo Vanzina (2011)
- Viva l'Italia, regia di Massimiliano Bruno (2012)
- Razzabastarda, regia di Alessandro Gassmann (2012)
- Tutta colpa di Freud, regia di Paolo Genovese (2014)
- I nostri ragazzi, regia di Ivano De Matteo (2014)
- Il nome del figlio, regia di Francesca Archibugi (2015)
- Se Dio vuole, regia di Edoardo Falcone (2015)
- Gli ultimi saranno ultimi, regia di Massimiliano Bruno (2015)
- Torn - Strappati, regia di Alessandro Gassmann (2015)
- Onda su onda, regia di Rocco Papaleo (2016)
- Non c'è più religione, regia di Luca Miniero (2016)
- Beata ignoranza, regia di Massimiliano Bruno (2017)
- Il premio, regia di Alessandro Gassmann (2017)
- Una storia senza nome, regia di Roberto Andò (2018)
- Non ci resta che il crimine, regia di Massimiliano Bruno (2019)
- Croce e delizia, regia di Simone Godano (2019)
- Mio fratello rincorre i dinosauri, regia di Stefano Cipani (2019)
- Non odiare, regia di Mauro Mancini (2020)
- Ritorno al crimine, regia di Massimiliano Bruno (2021)
- Il silenzio grande (2021)
- Il pataffio, regia di Francesco Lagi (2022)
- Il mio nome è vendetta, regia di Cosimo Gomez (2022)
- Billy, regia di Emilia Mazzacurati (2023)
- L'ordine del tempo, regia di Liliana Cavani (2023)
- Vangelo secondo Maria, regia di Paolo Zucca (2023)
- Mani nude, regia di Mauro Mancini (2024)

#### Televisione
- Un bambino di nome Gesù, regia di Franco Rossi – miniserie TV (1987)
- Il commissario Corso, regia di Gianni Lepre (1991)
- Il giudice istruttore – serie TV, 1 episodio (1987)
- L'altro enigma, regia di Vittorio Gassman e Carlo Tuzii – film TV (1988)
- La primavera di Michelangelo, regia di Jerry London (1991)
- Comprarsi una vita, regia di Domenico Campana – film TV (1991)
- Ulisse e la balena bianca, regia di Rubino Rubini – film TV (1992)
- C'era una volta Biancaneve (Sněhurka a sedm trpasliku), regia di Ludvík Ráža – film TV (1992)
- Due volte vent'anni, regia di Livia Giampalmo – film TV (1994)
- La famiglia Ricordi, regia di Mauro Bolognini – miniserie TV (1995)
- Sansone e Dalila, regia di Nicolas Roeg – miniserie TV (1996)
- Nessuno escluso, regia di Massimo Spano – film TV (1997)
- Nuda proprietà vendesi, regia di Enrico Oldoini – film TV (1998)
- Lourdes, regia di Lodovico Gasparini – miniserie TV (2000)
- Crociati, regia di Dominique Othenin-Girard – miniserie TV (2001)
- Piccolo mondo antico, regia di Cinzia TH Torrini – miniserie TV (2001)
- La guerra è finita, regia di Lodovico Gasparini – miniserie TV (2002)
- Le stagioni del cuore, regia di Antonio Luigi Grimaldi – serie TV (2004)
- Dalida, regia di Joyce Buñuel – miniserie TV (2006)
- Codice rosso, regia di Monica Vullo – serie TV, 12 episodi (2006)
- La sacra famiglia, regia di Raffaele Mertes – miniserie TV (2006)
- I Cesaroni, regia di Francesco Vicario – serie TV, episodi 2x18-2x19 (2008)
- Pinocchio, regia di Alberto Sironi – miniserie TV (2009)
- Un Natale per due, regia di Giambattista Avellino – film TV (2011)
- Una grande famiglia, regia di Riccardo Milani – serie TV (2012-2015)
- Un Natale con i fiocchi, regia di Giambattista Avellino – film TV (2012)
- I bastardi di Pizzofalcone – serie TV, 22 episodi (2017-2023)
- Io ti cercherò, regia di Gianluca Maria Tavarelli – serie TV (2020)
- Un professore, regia di Alessandro D'Alatri – serie TV (2021-in corso)

### Regista e sceneggiatore
- Di padre in figlio (con Vittorio Gassman, 1982)
- Razzabastarda (2012) [15]
- Torn - Strappati (2015)
- Il premio (2017)
- Il silenzio grande (2021)
- Questi fantasmi! (2024)

## Teatro
- I dialoghi delle Carmelitane di Francis Poulenc, regia Luca Ronconi, Teatro Storchi, Modena, stagione 1987-1988[16]
- Delitto per delitto, con Beppe Fiorello, regia di Alessandro Benvenuti, da un romanzo di Patricia Highsmith (2003)
- La parola ai giurati, regia di Alessandro Gassman (2009), tratta da Twelve Angry Men di Reginald Rose
- Roman e il suo cucciolo, regia di Alessandro Gassmann (2010)
- R III - Riccardo Terzo, da William Shakespeare, traduzione e adattamento di Vitaliano Trevisan (2014)
- 7 minuti (2016)
- Fronte del porto, di Budd Schulberg, traduzione e adattamento di Enrico Ianniello (2019)
- Il silenzio grande, di Maurizio De Giovanni, regia di Alessandro Gassmann (2019, 2022-2023)
- Racconti disumani, di Franz Kafka, regia di Alessandro Gassmann (2022-2025)

## Programmi TV
- Le iene (Italia 1, 2012)

## Doppiaggio
- Miguel ne La strada per El Dorado e Oro e gloria: La strada per El Dorado
- Vania ne Il più grande uomo scimmia del Pleistocene
- Serpente ne Il piccolo principe
- Primo Gemito in Gatta Cenerentola
- Grinch ne Il Grinch
- Filo Superior ne  I Croods 2 - Una nuova era

## Doppiatori italiani
- Roberto Chevalier in I soliti ignoti vent'anni dopo
- Riccardo Rossi in C'era una volta Biancaneve

## Discografia parziale

### Album
- 1994 – Camper (Teatro Musica, CD) con Vittorio Gassman, Sabrina Knaflitz, Jacopo Gassman

## Riconoscimenti
- Premio Hystrio 2000 – Altre Muse
- David di Donatello 2008 – Miglior attore non protagonista per Caos calmo
- David di Donatello 2015 – Candidatura come miglior attore protagonista per Il nome del figlio
- Nastri d'argento 2008 – Miglior attore non protagonista per Caos calmo
- Nastri d'argento 2013 – Premio Hamilton behind the camera – Opera prima per Razzabastarda
- Nastri d'argento 2015 – Miglior attore protagonista per I nostri ragazzi e Il nome del figlio
- Globi d'oro 2008 – Globo d'oro speciale per Caos calmo
- Globi d'oro 2013 – Migliore attore per Razzabastarda
- Ciak d'oro 2008 – Miglior attore non protagonista per Caos calmo[17]
- Ciak d'oro 2015 – Super Ciak d'oro[18]
- Ciak d'oro 2021 – Miglior regista per Il silenzio grande[19]
- Premio Pipolo Tuscia Cinema speciale – per Croce e delizia
- Premio Pasinetti 2020 per la migliore interpretazione maschile – 77ª Mostra internazionale d'arte cinematografica di Venezia – per Non odiare
- Premi Flaiano 2021 – Migliore interpretazione maschile per Non odiare
- Premio Flaiano sezione teatro[20]
  - 2008 – Premio per l'interpretazione in La parola ai giurati di Reginald Rose
  - 2012 – Premio per l'interpretazione in Roman e il suo cucciolo di Reinaldo Povod

## Onorificenze
- Cittadinanza onoraria della Città di Napoli, 17 novembre 2018[21]